# Elison Fagundes dos Santos
Elison Fagundes dos Santos (* 21. August 1987 in Itacaré), auch bekannt als Itacaré, ist ein ehemaliger brasilianischer Fußballspieler.

## Karriere
Itacaré begann seine Karriere 2005 beim Zweitligisten EC Vitória. Am Ende der Série B 2005 stieg der Verein in die dritte Liga ab. 2007 wechselte er auf Leihbasis zum japanischen Zweitligisten Consadole Sapporo. 2007 feierte er mit dem Verein die Zweitligameisterschaft und den Aufstieg in die erste Liga. 2008 wurde er an dem bolivianischen Oriente Petrolero ausgeliehen. 2010 unterschrieb er einen Vertrag bei EC Bahia. 2010 wurde er mit dem Verein Tabellendritter der zweiten Liga und stieg in die erste Liga auf. 2011 spielte er bei EC Novo Hamburgo und Fortaleza EC. 2012 wechselte er zum bahrainischen al-Hala. Danach spielte er bei SC Corinthians Alagoano, Itumbiara EC und Clube Sociedade Esportiva. 2016 wechselte er zum salvadorianischen CD Universidad de El Salvador. Am Ende der Saison 2016/17 stieg der Verein in die zweite Liga ab.

## Erfolge
Consadole Sapporo
- Japanischer Zweitligameister: 2007